# Палемоновичі
Палемоновичі — у литовській історіографії XVI ст. легендарна династія правителів Литви, засновником якої був «римський князь» Палемон. Від цієї династії виводили свої роди низка шляхетських сімейств Литви і Русі. У середньовічних джерелах не зустрічається.

## Походження
Ян Длугош (1415—1480) писав, що литовці римського походження, але не надав докладнішої інформації. Ця легенда була також записана в другій редакції Литовської хроніки (1530-ті роки). Длугош відносить переселення Палемона та його супутників до часів Юлія Цезаря, вважаючи, що предки литовців рятувалися від громадянських воєн. Версію Длугоша переказує і Матвій Меховський, а Мартін Бєльський, спираючись на роботи Птолемея припустив, що предки литовців переселилися з місць, де раніше мешкали герули та алани, живучи поруч із германцями і греками.
Переказ про Палемона присутній в «Хроніці Биховця» і «Хроніці Великого князівства Литовського і Жомойтського». Також цю теорію нібито підтверджує Мацей Стрийковський, який активно використовував білорусько-литовські літописи.
За легендою засновником роду був римлянин Палемон, родич імператора Нерона, який, рятуючись від жорстокості імператора, з п'ятьмастами знатними родинами приплив до гирла Німану, а з Німана — до річок Дубіси і Юри. Тут вони оселилися, назвавши цю землю Жемайтія (низькою землею). Дану легенду трохи розвинув Стрийковський, що пересунув переселення на 401 рік і пояснив його тим, що предки литовців рятувалися від звірств вождя гунів Аттіли.
Вважається, що герб Литовських князів — Ґедимінові стовпи, був привезений з собою князем Паленомом з Риму, а після ним користувалися його нащадки. Перші зображення «Стовпів» зустрічаються на монетах після 1386.

## Легенда про князя Палемона та його нащадків
Палемон був нібито родоначальником династії литовських князів. У нього зазначено три сини: Борг, Кунос і Спера. Стрийковський також називає сином Палемона Довспронгуса, князя девялтовського. Борг заснував місто Юрборк, Кунос — місто Каунас. Спера ж оселився за межами Жемайтії на території майбутньої Литви. З них потомство залишив тільки Кунос, у якого згадуються двоє синів: Кернус, що заснував Литовсько-Завілейське князівство, і Гімбут, що княжив у Жемайтії. Кернус залишив після себе дочку Пояту, яку видав за князя Живибунда II, що успадкував Литовсько-Завілейського князівство. Гімбут мав сина Монтивила.
Починаючи з синів Монтівіла літописі різняться в даних. Монтивила в Жемайтії по легендах наслідував Немонос. Інший син, Скирмонт (Скилмонт) був відправлений батьком за межі Жемайтії. Перейшовши річки Вілію і Німан, він заснував місто Новогрудок, яке стало центром Новогрудського князівства, а згодом столицею Великого князівства Литовського, Руського та Жемайтійського. Однак в Літописі Красінського зазначено, що синами Монтивила були Немонос і Скирмонт або Викинт і Ердивіл. У Ольшевському літопису вказані Ердивіл і Кримунт (Скирмунт), але пізніше замість Скирмунта з'являється Вікинт. У Хроніці Биховця згадуються тільки Ердивіл і Вікинт. Історик Кояловіч-Віюк вказує, що Вікинт правив у Жемойтіі, Ердивіл в Новогрудку, де правив Неман, він не згадує. Крім того, він вказує, що Вікинт і Німан потомства не залишили.
Вважається, що рід згас у кінці XIII або початку XIV століття, хоча існує гіпотеза про походження від Палемона династії Гедиміновичів.
Достовірні відомості про литовських князів з'являються в XIII столітті. Деякі з них згадуються в договорі 1219 між литовськими князями і галицько-волинськими Романовичами Данилом та Васильком. Так, холмський князь Шварно Данилович був одружений з донькою Великого князя Литовського Миндовга, який також за легендами був з роду Палемоновичів. Згодом й Шварно став Великим князем Литовським, проте був вбитий змовниками.

## Родовід
| |                                                         |  |  |                                          |                                          |  |                                        | |                                         |                                         |                                          |                                          |  |                                              |                                              |  |                                  |                                  |
| |                                                         |  |  |                                          |                                          |  |                                        | Палемон Палемон II Понтійський, або в іншій версії, походять від династії Колонна або з Венеціанської Республіки |                                         |                                         |                                          |                                          |  |                                              |                                              |  |                                  |                                  |
| |                                                         |  |  |                                          |                                          |  |                                        | |                                         |                                         |                                          |                                          |  |                                              |                                              |  |                                  |                                  |
| |                                                         |  |  |                                          |                                          |  |                                        | |                                         |                                         |                                          |                                          |  |                                              |                                              |  |                                  |                                  |
| |                                                         |  |  | Барка Князь Жемантії Засновник Юрбаркасу | Барка Князь Жемантії Засновник Юрбаркасу |  |                                        | Куна Князь Аукштайтії Засновник Каунаса                                                                          | Куна Князь Аукштайтії Засновник Каунаса | Куна Князь Аукштайтії Засновник Каунаса | Куна Князь Аукштайтії Засновник Каунаса  |                                          |  | Спера Князь Східної Литви Назвав озеро Спера | Спера Князь Східної Литви Назвав озеро Спера |  |                                  |                                  |
| |                                                         |  |  |                                          |                                          |  |                                        | |                                         |                                         |                                          |                                          |  |                                              |                                              |  |                                  |                                  |
| |                                                         |  |  |                                          |                                          |  |                                        | |                                         |                                         |                                          |                                          |  |                                              |                                              |  |                                  |                                  |
| Давмонт Князь Делвути З роду Центаврів                                                                                | Давмонт Князь Делвути З роду Центаврів                  |  |  | Кернус Князь Литви Засновник Кернаве     | Кернус Князь Литви Засновник Кернаве     |  |                                        | |                                         |                                         |                                          |                                          |  | Ґімбут Князь Жемантії                        | Ґімбут Князь Жемантії                        |  |                                  |                                  |
| |                                                         |  |  |                                          |                                          |  |                                        | |                                         |                                         |                                          |                                          |  |                                              |                                              |  |                                  |                                  |
| |                                                         |  |  |                                          |                                          |  |                                        | |                                         |                                         |                                          |                                          |  | Монтвіл Князь Жемантійський                  |                                              |  |                                  |                                  |
| |                                                         |  |  |                                          |                                          |  |                                        | |                                         |                                         |                                          |                                          |  |                                              |                                              |  |                                  |                                  |
| |                                                         |  |  |                                          |                                          |  |                                        | |                                         |                                         |                                          |                                          |  |                                              |                                              |  |                                  |                                  |
| Кир Князь Делвути | Кир Князь Делвути                                       |  |  | Паяута ♀ Поселення Kernavė               | Паяута ♀ Поселення Kernavė               |  | Німун річка Центаврів                  | Німун річка Центаврів                                                                                            |                                         |                                         | Ердвіл Князь Новогрудка                  | Ердвіл Князь Новогрудка                  |  | Скирмант                                     | Скирмант                                     |  | Викінт Князь Жемантійський       | Викінт Князь Жемантійський       |
| |                                                         |  |  |                                          |                                          |  |                                        | |                                         |                                         |                                          |                                          |  |                                              |                                              |  |                                  |                                  |
| |                                                         |  |  |                                          |                                          |  |                                        | |                                         |                                         | Мінгайло Князь Новогрудський і Полоцький | Мінгайло Князь Новогрудський і Полоцький |  |                                              |                                              |  | Живинбуд Князь Жемантії          | Живинбуд Князь Жемантії          |
| |                                                         |  |  |                                          |                                          |  |                                        | |                                         |                                         |                                          |                                          |  |                                              |                                              |  |                                  |                                  |
| |                                                         |  |  |                                          |                                          |  |                                        | |                                         |                                         |                                          |                                          |  |                                              |                                              |  |                                  |                                  |
| Куковійт Князь Литви                                                                                                  | Куковійт Князь Литви                                    |  |  |                                          |                                          |  | Скирмунт Князь Новогрудський, Пинський | Скирмунт Князь Новогрудський, Пинський                                                                           |                                         |                                         |                                          |                                          |  | Ґінвіл Князь Полоцький                       | Ґінвіл Князь Полоцький                       |  | Куковійт Князь Жемантійський     | Куковійт Князь Жемантійський     |
| |                                                         |  |  |                                          |                                          |  |                                        | |                                         |                                         |                                          |                                          |  |                                              |                                              |  |                                  |                                  |
| |                                                         |  |  |                                          |                                          |  |                                        | |                                         |                                         |                                          |                                          |  |                                              |                                              |  |                                  |                                  |
| |                                                         |  |  | Тройден Князь Новогрудський              | Тройден Князь Новогрудський              |  | Любарт Князь Карачевський              | Любарт Князь Карачевський                                                                                        |                                         |                                         | Pisimantas Duke of Turov                 | Pisimantas Duke of Turov                 |  | Рогволод Князь Полоцький                     | Рогволод Князь Полоцький                     |  |                                  |                                  |
| |                                                         |  |  |                                          |                                          |  |                                        | |                                         |                                         |                                          |                                          |  |                                              |                                              |  |                                  |                                  |
| |                                                         |  |  |                                          |                                          |  |                                        | |                                         |                                         |                                          |                                          |  |                                              |                                              |  |                                  |                                  |
| |                                                         |  |  |                                          |                                          |  | Альгимонт Князь Новогрудський          | Альгимонт Князь Новогрудський                                                                                    |                                         |                                         |                                          |                                          |  | Гліб Князь Полоцький                         | Гліб Князь Полоцький                         |  | Параскева ♀                      | Параскева ♀                      |
| |                                                         |  |  |                                          |                                          |  |                                        | |                                         |                                         |                                          |                                          |  |                                              |                                              |  |                                  |                                  |
| Утеніс Князь Литовський і Жемантійський Засновник Утяни                                                               | Утеніс Князь Литовський і Жемантійський Засновник Утяни |  |  |                                          |                                          |  | Рингольд Князь Новогрудський           | Рингольд Князь Новогрудський                                                                                     |                                         |                                         |                                          |                                          |  |                                              |                                              |  |                                  |                                  |
| |                                                         |  |  |                                          |                                          |  |                                        | |                                         |                                         |                                          |                                          |  |                                              |                                              |  |                                  |                                  |
| |                                                         |  |  |                                          |                                          |  | Войшелк Князь Новогрудський            | |                                         |                                         |                                          |                                          |  |                                              |                                              |  |                                  |                                  |
| |                                                         |  |  |                                          |                                          |  |                                        | |                                         |                                         |                                          |                                          |  |                                              |                                              |  |                                  |                                  |
| Свинторіг Великий князь Литовський Засновник міста Вільно                                                             |                                                         |  |  |                                          |                                          |  |                                        | |                                         |                                         |                                          |                                          |  |                                              |                                              |  |                                  |                                  |
| |                                                         |  |  |                                          |                                          |  |                                        | |                                         |                                         |                                          |                                          |  |                                              |                                              |  |                                  |                                  |
| Скирмунт Великий князь Литовський                                                                                     |                                                         |  |  |                                          |                                          |  |                                        | |                                         |                                         |                                          |                                          |  |                                              |                                              |  |                                  |                                  |
| |                                                         |  |  |                                          |                                          |  |                                        | |                                         |                                         |                                          |                                          |  |                                              |                                              |  |                                  |                                  |
| |                                                         |  |  |                                          |                                          |  |                                        | |                                         |                                         |                                          |                                          |  |                                              |                                              |  |                                  |                                  |
| Trabus Князь Жемантійський                                                                                            | Trabus Князь Жемантійський                              |  |  |                                          |                                          |  |                                        | |                                         |                                         | Koliginas Великий князь Литовський       | Koliginas Великий князь Литовський       |  |                                              |                                              |  |                                  |                                  |
| |                                                         |  |  |                                          |                                          |  |                                        | |                                         |                                         |                                          |                                          |  |                                              |                                              |  |                                  |                                  |
| |                                                         |  |  |                                          |                                          |  |                                        | |                                         |                                         | Роман Великий князь Литовський           |                                          |  |                                              |                                              |  |                                  |                                  |
| |                                                         |  |  |                                          |                                          |  |                                        | |                                         |                                         |                                          |                                          |  |                                              |                                              |  |                                  |                                  |
| |                                                         |  |  |                                          |                                          |  |                                        | |                                         |                                         |                                          |                                          |  |                                              |                                              |  |                                  |                                  |
| |                                                         |  |  | Наримунт Великий князь Литовський        | Наримунт Великий князь Литовський        |  | Довмонт Великий князь Литовський       | Довмонт Великий князь Литовський                                                                                 |                                         |                                         | Ольшан Засновник Ольшанських             | Ольшан Засновник Ольшанських             |  | Ґедрус Засновник Ґедройців                   | Ґедрус Засновник Ґедройців                   |  | Тройден Великий князь Литовський | Тройден Великий князь Литовський |
| |                                                         |  |  |                                          |                                          |  |                                        | |                                         |                                         |                                          |                                          |  |                                              |                                              |  |                                  |                                  |
| |                                                         |  |  |                                          |                                          |  |                                        | |                                         |                                         |                                          |                                          |  |                                              |                                              |  | Роман Великий князь Литовський   |                                  |
| |                                                         |  |  |                                          |                                          |  |                                        | |                                         |                                         |                                          |                                          |  |                                              |                                              |  |                                  |                                  |
| Джерело: Jučas, Mečislovas (2003). Lietuvos metraščiai ir kronikos (лит.). Vilnius: Aidai. с. 53. ISBN 9955-445-40-8. |                                                         |  |  |                                          |                                          |  |                                        | |                                         |                                         |                                          |                                          |  |                                              |                                              |  |                                  |                                  |